# Pascoea brunneoalba
Pascoea brunneoalba là một loài bọ cánh cứng trong họ Cerambycidae.